# Fanny Rosenfeld
Fanny Rosenfeld, coneguda com a Bobbie Rosenfeld, (Iekaterinolsav, Imperi Rus, 1904 - Toronto, Canadà, 1969) fou una esportista canadenca, que destacà en bàsquet, hoquei sobre herba, softbol i tennis, si bé aconseguí notorietat pública gràcies a l'atletisme.

## Biografia
Va néixer el 28 de desembre de 1904 a la ciutat de Iekaterinolsav, població situada a la província del mateix nom, que en aquells moments formava part de l'Imperi Rus i que avui dia forma part d'Ucraïna. En néixer la seva família va emigrar al Canadà, establint-se a la ciutat de Barrie. El seu sobrenom de Bobbie es deu al seu tall de cavell, anomenat en anglès bob cut. Va morir el 14 de novembre de 1969 a la seva residència de Toronto, població situada a l'estat d'Ontario.

## Carrera esportiva
Va participar, als 23 anys, en els Jocs Olímpics d'Estiu de 1928 realitzats a Amsterdam (Països Baixos), on aconseguí guanyar la medalla d'or en la prova de relleus 4x100 metres amb un temps de 48.4 segons, establint un nou rècord del món al costat de Myrtle Cook, Ethel Smith i Jane Bell, a més de guanyar la medalla de plata en la prova dels 100 metres llisos per darrere de Betty Robinson (or) i davant de la seva compatriota Ethel Smith (bronze). També participà en la prova dels 800 metres, si bé únicament finalitzà cinquena.
Es retirà de la competició activa el 1933 per problemes d'artritis. El 1955 entrà a formar part del Canada's Sports Hall of Fame i el 1982, a títol pòstum, entrà a formar part de l'International Jewish Sports Hall of Fame. En honor seu es creà el Bobbie Rosenfeld Award, destinat a premiar la millor esportista canadenca de l'any.